# Pelastoneurus cognatus
Pelastoneurus cognatus är en tvåvingeart som beskrevs av Friedrich Hermann Loew 1861. Pelastoneurus cognatus ingår i släktet Pelastoneurus och familjen styltflugor. Inga underarter finns listade i Catalogue of Life.